# ドルジバパイプライン

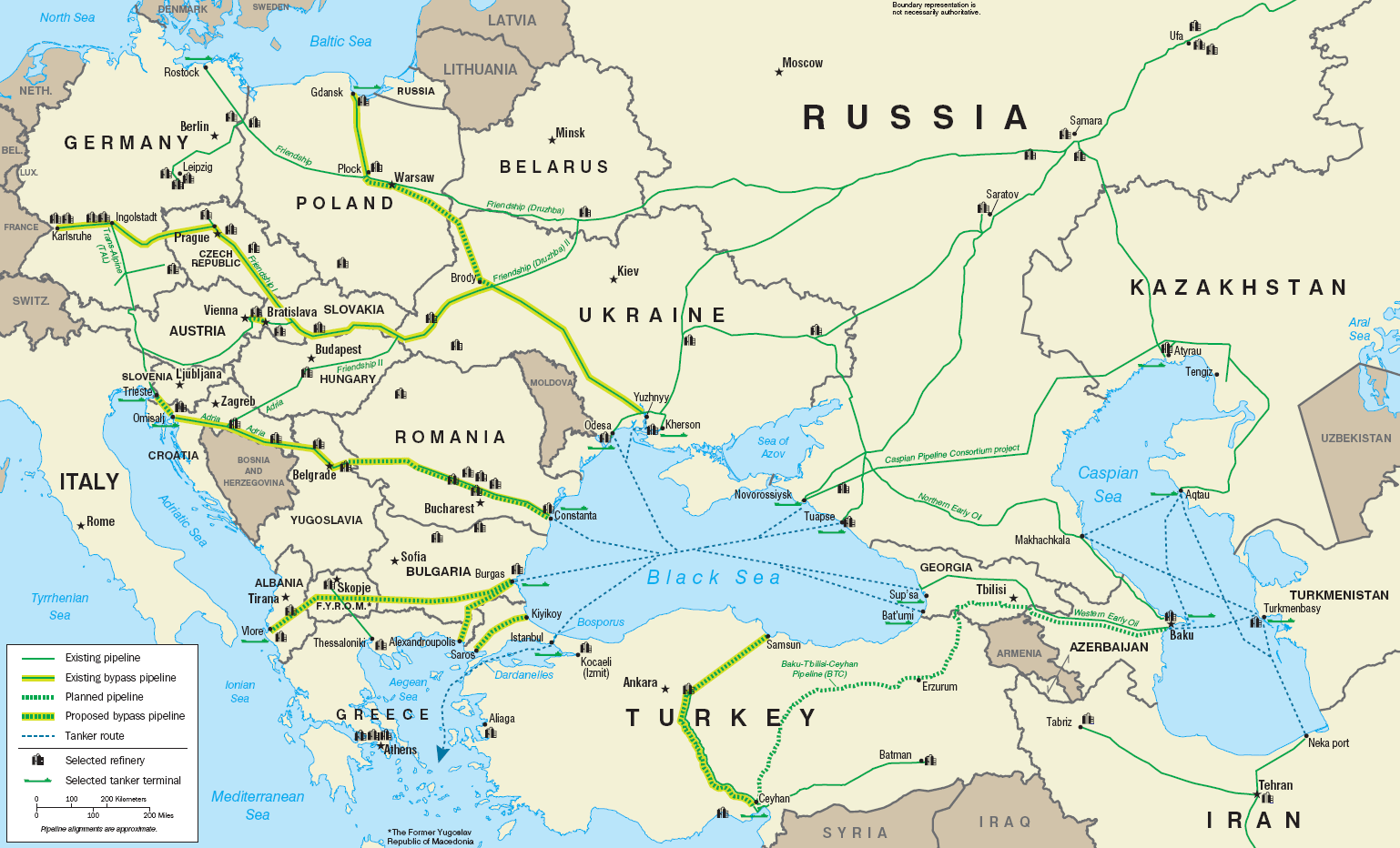
ドルジバパイプライン

ドルジバパイプライン（ロシア語: нефтепровод «Дружба», 英語: Druzhba pipeline）は世界最長の石油パイプラインである。ドルジバとはロシア語で「友好」の意味。ロシア南西部から約4,000キロメートル離れたウクライナ、東欧諸国、ドイツへ石油を送っている。ロシアの石油企業トランスネフトが操業している。
ドルジバパイプラインは1964年、ソ連中央部で産出する石油をエネルギー資源の少ないソ連西部やヨーロッパの共産主義友好国（コメコン諸国）へ供給するために建設された。現在ではロシアおよびカザフスタン産の石油をヨーロッパに輸出する最大のルートとなっている。パイプラインの起点はサマーラ東方の町アリメチエフスクで、ここには西シベリア、ウラル、カスピ海からの石油が集まってくる。ベラルーシ南部のマズィルで2本の線に分かれ、南線はウクライナ、スロバキア、チェコ、ハンガリーへ向かい、北線はベラルーシを横切りポーランドとドイツ（ロストックまで、支線でロイナ工場へ）に到達している。この線をドイツのヴィルヘルムスハーフェン港まで延長することでバルト海のタンカー通過量を減らしアメリカ合衆国へ原油を輸出しやすくするという提案がなされたことがある。さらにリトアニアのマジェイケイ精製所（マジェイキウ・ナフタ社　Mažeikių Nafta）とラトビアのヴェンツピルス・オイルターミナルがブリャンスク州からの支線で接続されている。さらにハンガリーを経由しクロアチアのOmišalj港まで延長するドルジバ・アドリアパイプライン連結計画が提唱されている。
ドルジバパイプラインは現在一日あたり120万～140万バレルの輸送能力がある。世界第二位の長さを持つパイプラインはバクー・トビリシ・ジェイハンパイプラインである。
2022年のロシアによるウクライナ侵略を受け、欧州連合は同年5月にロシアからの石油輸入を対象に禁輸措置を導入したが、ドルジバパイプライン経由の原油輸入については除外されており、翌2023年上半期のチェコの原油輸入に占めるロシア産の割合は約65％と、前年の56％からむしろ拡大しているという。